# Caposele
Caposele là một đô thị (comune) thuộc tỉnh Avellino trong vùng Campania của Ý. Caposele có diện tích 41,5 km2, dân số là 3632 người (thời điểm ngày 1/5/2009).
Thị trấn đã bị hư hại nặng trong trận động đất Irpinia năm 1980.
Đô thị này giáp với Calabritto, Bagnoli Irpino, Lioni, Teora, Conza della Campania, Castelnuovo di Conza (SA), Laviano (SA) và Valva (SA).
Các giáo khu (frazioni) gồm có Buoninventre và Materdomini. Materdomini nổi tiếng là nơi mất của Gerard Majella và nơi có Basilica dành cho ông.